# Ruta 5 (Costa Rica)
La Ruta 5, oficialmente Ruta Nacional Primaria 5, es una ruta nacional de Costa Rica ubicada en las provincias de San José y Heredia.

## Descripción
Recorre desde San José hasta Heredia, convirtiéndola en una de las rutas que se utilizan diariamente para ir de una provincia a la otra. Inicia en Barrio Tournón en San Francisco de Goicoechea y se desplaza hasta llegar a Heredia conectándose con la Ruta 3, pasando por el cantón de Tibás y los cantones heredianos de  Santo Domingo y San Pablo.
En la provincia de San José, la ruta atraviesa el cantón de Goicoechea (distrito San Francisco) y el de Tibás (los distritos de San Juan, Cinco Esquinas).
En la provincia de Heredia, la ruta atraviesa el cantón de Heredia (el distrito de Heredia), el cantón de Santo Domingo (los distritos de Santo Domingo, San Vicente, Santa Rosa), el cantón de San Pablo (los distritos de San Pablo, Rincón de Sabanilla).